# اكمة المقطار (السبرة)

تعديل مصدري - تعديل

اكمة المقطار محلة تابعة لقرية حبيل السوق، التابعة لعزلة بلادالشعيبي السفلى بمديرية السبرة إحدى مديريات محافظة إب في الجمهورية اليمنية.، بلغ تعداد سكانها 51 حسب تعداد اليمن لعام 2004.